# Datu Odin Sinsuat
Datu Odin Sinsuat là một đô thị hạng 2 và là thủ phủ của tỉnh Maguindanao, Philippines. Theo điều tra dân số năm 2000 của Philipin, đô thị này có dân số 71.569 người trong 13.270 hộ.
Đô thị này đã từng thuộc tỉnh Shariff Kabunsuan từ tháng 10 năm 2006 cho đến khi tỉnh bị giải thế bới Tối cao pháp viện Philipin tháng 7 năm 2008.

## Các đơn vị hành chính
Datu Odin Sinsuat được chia ra 34 barangay.
| - Ambolodto - Awang - Badak - Bagoenged - Baka - Benolen - Bitu - Bongued - Bugawas - Capiton - Dados - Dalican Poblacion | - Dinaig Proper - Dulangan - Kakar - Kenebeka - Kurintem - Kusiong - Labungan - Linek - Makir - Margues - Nekitan | - Mompong - Sapalan - Semba - Sibuto - Sifaren (Sifaran) - Tambak - Tamontaka - Tanuel - Tapian - Taviran - Tenonggos |